# 道の駅能生
道の駅能生（みちのえき のう）は、新潟県糸魚川市大字能生小泊にある国道8号の道の駅である。愛称はマリンドリーム能生（マリンドリームのう）。公式ウェブサイトやマスメディアなどでの表記では、主に「道の駅マリンドリーム能生」が使用される。

## 概要
北陸自動車道の建設に伴い発生した残土を活用して、1989年（平成元年）6月に能生町観光物産センター「マリンドリーム能生」として開業、1993年（平成5年）に道の駅に登録された。
2019年（平成31年）には、次世代観光拠点の形成やサイクリング拠点化を推進するため、国土交通省は当駅を「重点道の駅」として選定した。

## 施設

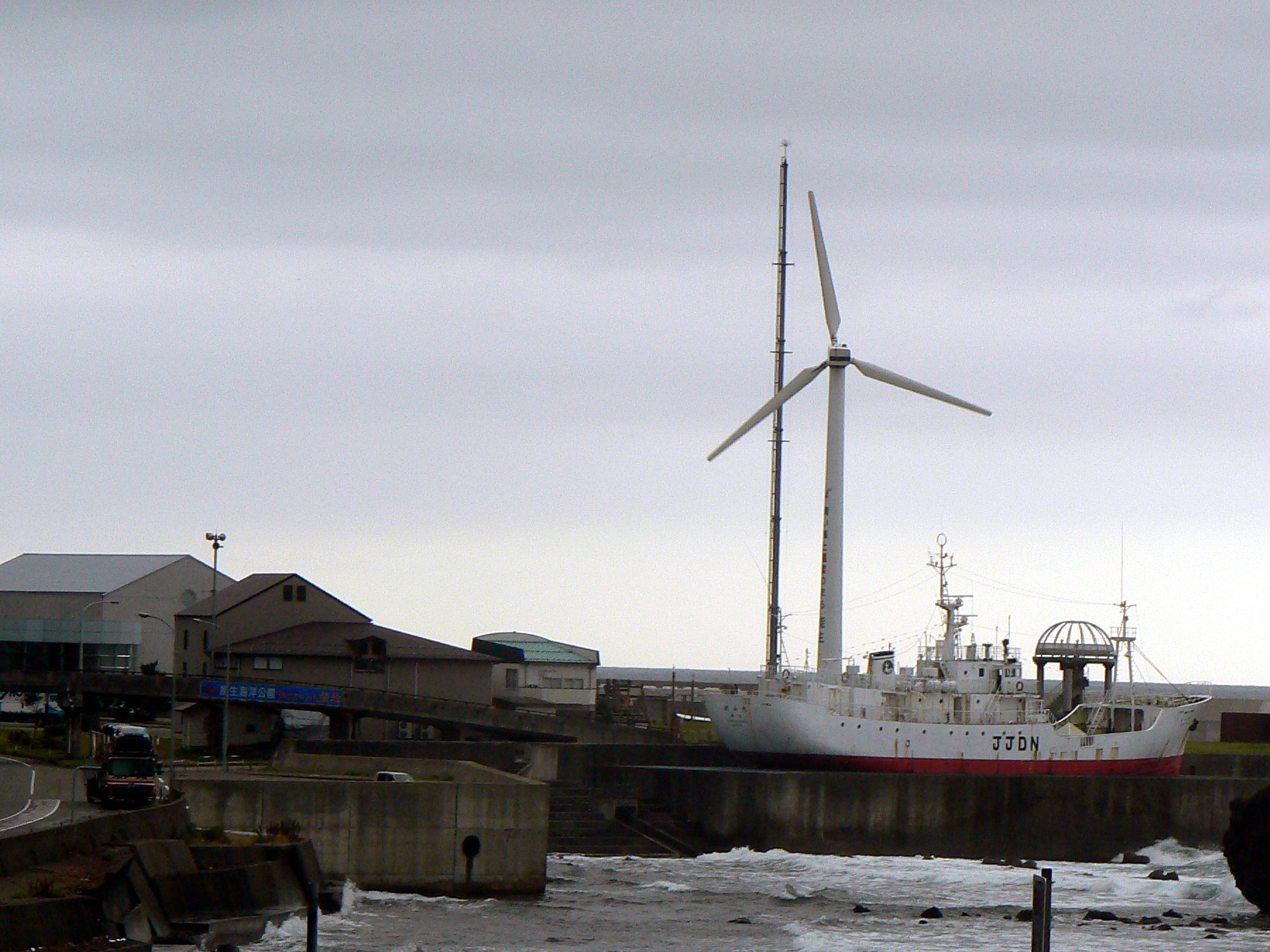
道の駅北東側の風車と
海の資料館「越山丸」

入居するテナントの詳細は、公式サイトの施設案内マップを参照。
- 駐車場
  - 普通車：438台[5]
  - 大型車：10台[5]
  - 身障者用：2台[5]
- トイレ
  - 男：大 6器（2器）、小 21器（11器）
  - 女：19器（10器）
  - 身障者用：5器（3器）

※（）内は、24時間利用可能
- マリンドリーム本館
  - おみやげ売店（9:00 - 17:00）[5]
  - レストラン（9:00 - 17:00）[5]
  - セブン-イレブン マリンドリーム能生店（6:00 - 21:00、コロナ禍に伴い17時までの短縮営業）
- 鮮魚センター（期間によって営業時間が異なるため公式サイトを参照）
- かにや横丁（ベニズワイガニの販売、8:00 - 17:00）[5] - 9店舗の直売所があり[5]、購入したカニは鮮魚センター隣の「かにカニ館」で飲食ができる。
- 海の資料館「越山丸」（新潟県立海洋高等学校で使用された海洋実習船の展示[9]、休館中）
- マリンミュージアム「海洋」[9] （休館中）
- 能生マリンホール

### 管理団体
- 設置者：糸魚川市
- 指定管理者：株式会社能生町観光物産センター（糸魚川市出資の第三セクター）[9]

## 休館日
- 1月1日[5]

## アクセス
- 国道8号 - 登録路線
  - 新潟県道542号上越糸魚川自転車道線（久比岐自転車道）

自動車
- 北陸自動車道能生ICより約5分。
- えちごトキめき鉄道日本海ひすいライン 能生駅より約5分。